# 11256 Fuglesang
11256 Fuglesang è un asteroide della fascia principale. Scoperto nel 1978, presenta un'orbita caratterizzata da un semiasse maggiore pari a 2,3980853 UA e da un'eccentricità di 0,1785159, inclinata di 1,22045° rispetto all'eclittica.